# Маковые
Маковые (лат. Papaveraceae) — семейство двудольных растений порядка Лютикоцветные. В соответствии с системой классификации APG IV (2016) семейство относится к порядку Лютикоцветные (Ranunculales) дочерней клады Эвдикоты клады Цветковые растения и включает в себя по состоянию на декабрь 2023 года 46 родов и 1 035 видов растений.
Однолетние и многолетние травы, нередко содержащие млечный сок; листья очередные, изредка супротивные. Древесные растения встречаются лишь в родах боккония и дендромекон. Цветки одиночные, либо собраны в кистеовидные соцветия. Обоеполые, правильные или неправильные; в чашечке чаще всего 2 чашелистика, в венчике 4 лепестка, но встречаются и другие варианты; многочисленные (реже 4 или только 2) тычинки расположены в 2 или 4 кольца (также встречаются другие варианты); в последнем случае они разветвляются с самого основания. Гинецей содержит от 2 до 16 пестиков, сросшихся до верхушки и образующих одну цельную завязь, по большей части одногнёздую. Плод сухой, коробчатый, одногнёздый или разделен на неполные гнезда, редко ореховидный. Семена с маслянистым белком и маленьким зародышем, который у шишконосных снабжён только одной семядолей вместо двух. Опыление происходит преимущественно с помощью насекомых.

## Классификация

### Таксономическое положение
- Papaveraceae Juss., 1789, Gen. Pl. 235–236

В более ранней классификации Кронквиста семейство выделялось в собственный порядок Papaverales. По современной классификации на основе APG IV cемейство Маковые (Papaveraceae) относится к порядку Лютикоцветные (Ranunculales), разделяется на 2 подсемейства - Дымянковые (Fumarioideae) и собственно Маковые (Papaveroideae), и насчитывает 46 родов и 1 035 ботанических видов. Таксономическая схема в соответствии с Системой APG IV по состоянию на декабрь 2023 года):
|  |                          |  |                                   |                       |                   |  | еще 6 семейств |          |  |             |
|  |                          |  |                                   |                       |                   |  |                |          |  |             |
|  |                          |  |                                   | порядок Лютикоцветные |                   |  |                |          |  |             |
|  |                          |  |                                   |                       |                   |  |                |          |  | 1 035 видов |
|  | клада Цветковые растения |  |                                   |                       | семейство Маковые |  |                | 46 родов |  |             |
|  | клада Цветковые растения |  |                                   |                       |                   |  |                | 46 родов |  |             |
|  |                          |  | ещё 63 порядка цветковых растений |                       |                   |  |                |          |  |             |
|  |                          |  |                                   |                       |                   |  |                |          |  |             |

### Роды
- подсемейство Дымянковые (Fumarioideae)
  - триба Дымянковые (Fumarieae)
    - Adlumia Raf. ex DC. — Адлумия, или Адлюмия
    - Capnoides Mill.
    - Ceratocapnos Durieu
    - Corydalis DC. — Хохлатка
    - Cryptocapnos Rech.f.
    - Cysticapnos Mill.
    - Dactylicapnos Wall.
    - Dicentra Bernh. — Дицентра
    - Discocapnos Cham. & Schltdl.
    - Ehrendorferia Fukuhara & Lidén
    - Fumaria L. — Дымянка
    - Fumariola Korsh. — Дымяночка
    - Ichtyoselmis Lidén & Fukuhara
    - Lamprocapnos Endl.
    - Platycapnos (DC.) Bernh.
    - Pseudofumaria Medik.
    - Rupicapnos Pomel
    - Sarcocapnos DC.
    - Trigonocapnos Schltr.

  - триба Гипекойные (Hypecoeae)
    - Hypecoum L. — Гипекоум
    - Pteridophyllum Siebold & Zucc. — Птеридофиллум
- подсемейство Маковые (Papaveroideae)
  - триба Чистотеловые (Chelidonieae)
    - Adiantopsis Fée
    - Bocconia L. — Боккония
    - Chelidonium L. — Чистотел
    - Dicranostigma Hook.f. & Thomson — Дикраностигма
    - Eomecon Hance
    - Glaucium Mill. — Глауциум, или Мачок
    - Hylomecon Maxim. — Гиломекон
    - Macleaya R.Br. — Маклея
    - Sanguinaria L. — Сангвинария
    - Stylophorum Nutt.

  - триба Эшшольциевые (Eschscholtzieae)
    - Dendromecon Benth. — Дендромекон
    - Eschscholzia Cham. — Эшшольция
    - Hunnemannia Sweet — Гуннеманния

  - триба Маковые (Papavereae)
    - Arctomecon Torr. & Frém.
    - Argemone L. — Аргемона
    - Canbya Parry ex A.Gray
    - Cathcartia Hook.f.
    - Meconopsis Vig. — Меконопсис

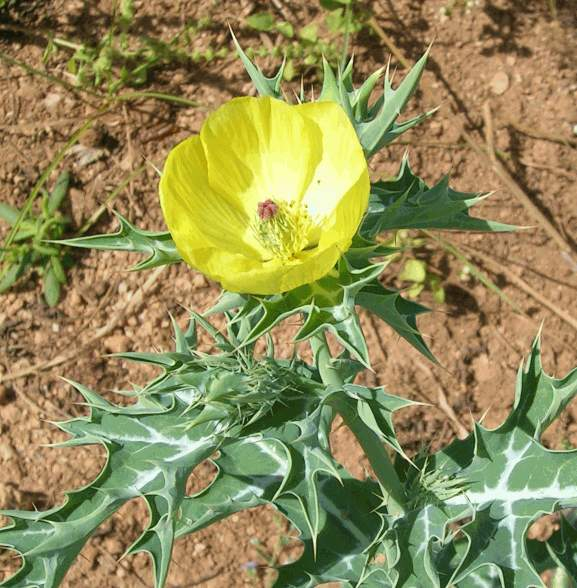
Аргемона (Argemone).

    - Oreomecon Banfi, Bartolucci, J.-M.Tison & Galasso
    - Papaver L. — Макtypus
    - Roemeria Medik. — Ремерия
    - Romneya Harv. — Ромнея

  - триба Платистемоновые (Platystemoneae)
    - Meconella Nutt.
    - Platystemon Benth. — Платистемон
    - Platystigma Benth.